# 吉岡マコ
吉岡 マコ（よしおか マコ、1972年12月27日 - ）は、日本の実業家。

## 人物・来歴
埼玉県入間市出身。埼玉県立川越女子高等学校を経て、1996年に東京大学文学部人文学科美学芸術学専修課程を卒業後、東京大学大学院総合文化研究科広域科学専攻生命環境科学系（身体運動科学）で運動生理学を学ぶ。
1998年3月にシングルマザーとして出産（父親はアテネで知り合ったギリシャ人で、出産後別れた）。産後の心身のつらさに驚く。自身の経験を元に、同年9月に「産後のボディケア＆フィットネス教室」を創立。2007年11月特定非営利活動法人マドレボニータを設立。産後セルフケアインストラクターとして吉祥寺でレッスンをおこなうほか、インストラクターの養成、マドレ基金の運営、『産後白書』の発行など、社会への啓発・普及や調査研究にも力をいれている。

## 著書
- 『母になった女性のための産後のボディケア&エクササイズ』講談社、2006年7月
- 『産前・産後のからだ革命 安産とキレイの秘密』青春出版社、2007年5月
- 『母になる女性のための産前のボディケア&エクササイズ』講談社、2008年4がち
- 『みんなに必要な新しい仕事 東大卒25歳、無職のシングルマザー、マドレボニータを創業する』小学館、2015年11月

### 監修
- （監修）『キレイになるバランスボール』白夜書房 〈白夜ムック キレイになるシリーズ〉、2006年7月
- 『産後ママの心と体をケアする本 出産した女性が本当にしておきたい』（池下育子・宗田聡・原田優子と共監修）日東書院本社、2012年3月
- 吉田紫磨子『産褥記 産んだらなんとかなりませんから!』（監修）ブックウォーカー、2015年4月